# Turowo (powiat mławski)
Turowo – wieś w Polsce położona w województwie mazowieckim, w powiecie mławskim, w gminie Wieczfnia Kościelna.
| SIMC    | Nazwa   | Rodzaj    |
| ------- | ------- | --------- |
| 0128993 | Turówek | część wsi |

W latach 1975–1998 miejscowość należała administracyjnie do województwa ciechanowskiego.